# 養郡
養郡（ようぐん）とは、日本の律令制下の令制国内において設置されていた国司の資養のための特殊な郡。
国衙や駅家の運営や国司の日常生活などの活動に必要な人的・物的資源を確保するために、国司が特定の郡を指定して資養のための負担を課していた。これを養郡と言う。その実態については不明な点が多いが、通常は国府の所在する郡に置かれていた。
だが、国司が自らの私的な利益を追求するために、養郡やそこの住民を使役する事態が発生したために、天平15年5月28日（743年6月24日）に国司館の新設や舗設（設備・備品）新調の禁止とともに養郡の設置が禁止され、『延喜式』にも同様の規定が設けられている。